# Pornassio
Pornassio é uma comuna italiana da região da Ligúria, província de Impéria, com cerca de 645 habitantes. Estende-se por uma área de 27 km², tendo uma densidade populacional de 24 hab/km². Faz fronteira com Armo, Cosio di Arroscia, Montegrosso Pian Latte, Ormea (CN), Pieve di Teco, Rezzo.

## Demografia
| Variação demográfica do município entre 1861 e 2011                               |
|                                                                                   |
| Fonte: Istituto Nazionale di Statistica (ISTAT) - Elaboração gráfica da Wikipedia |